# Cierpice Kąkol
Cierpice Kąkol – przystanek osobowy w Cierpicach, w powiecie toruńskim, w województwie kujawsko-pomorskim, w Polsce. Przystanek osobowy położony jest między stacją Cierpice a przystankiem osobowym i posterunkiem odstępowym Przyłubie.

## Ruch pasażerski
| Rok  | Wymiana pasażerska na dobę |
| ---- | -------------------------- |
| 2017 | 20-49                      |
| 2022 | 20-49                      |

## Charakterystyka
Przystanek ten powstał w ramach projektu BiT City, a otwarto go 12 czerwca 2016 roku. Wyposażony jest w dwa perony, na których znajdują się wiaty peronowe, mała architektura, a także system informacji pasażerskiej. Zatrzymują się na nim tylko składy przewoźnika Polregio.